# Medionidus walkeri
Medionidus walkeri és una espècie de mol·lusc bivalve pertanyent a la família Unionidae.
Viu a l'aigua dolça.
Es troba a Nord-amèrica: els Estats Units: Florida.